# Port lotniczy Windhuk-Eros
Port lotniczy Windhuk-Eros (IATA: ERS, ICAO: FYWE) – port lotniczy położony 4 km na południe od centrum Windhuku, w Namibii. Jest krajowym hubem dla linii lotniczych Air Namibia.

## Linie lotnicze i połączenia
| Linia Lotnicza | Kierunek                                                        |
| -------------- | --------------------------------------------------------------- |
| FlyNamibia     | 1. Katima Mulilo 2. Ondangwa 3. Rundu 4. Lüderitz 5. Oranjemund |